# Dorothy Ray Healey
Dorothy Ray Healey, née Dorothy Harriet Rosenblum (22 septembre 1914 – 6 août 2006), est une militante de longue date du Parti communiste américain, de la fin des années 1920 aux années 1970. Dans les années 1930, elle est l’une des premières dirigeantes syndicales à défendre les droits des chicanos et des afro-américains en tant qu’ouvriers d’usine et agricoles.
Au cours des décennies 1950 et 1960, Dorothy Healey est l'une des principales personnalités publiques du Parti communiste de l'État de Californie. S'opposant à l'invasion soviétique de la Tchécoslovaquie en 1968 et en désaccord avec la direction orthodoxe pro-soviétique de Gus Hall, Dorothy Healey quitte le Parti communiste pour rejoindre le Nouveau mouvement américain, qui fusionnera  en 1982 pour devenir membre des Socialistes démocrates d'Amérique (Democratic Socialists of America, DSA) . Elle en devient vice-présidente nationale.

## Jeunesse
Dorothy Harriet Rosenblum naît à Denver d'une famille d'immigrés juifs hongrois. Du côté paternel de sa famille, les Rosenblum, on est fier de ses origines hongroises et on se considère davantage comme austro-hongrois plutôt que comme juifs. La famille de sa mère, en revanche, est composée de juifs orthodoxes, avec un grand-père maternel shohet, superviseur de l'abattage rituel des animaux pour s'assurer qu'ils sont bien casherout.
Dorothy Healey fait partie d'une génération politique surnommée aux États Unis « les  bébés langes rouges ». Adolescente, sa mère est séduite par le socialisme après une conférence sur le sujet donnée par J. Stitt Wilson en 1900. Elle participe à la création du Parti communiste américain. Son père était un voyageur de commerce apolitique, vendant des produits alimentaires aux épiceries. La mère de Dorothy Healey a eu six enfants, dont un mourant à la naissance et un autre en bas âge. Elle a également pratiqué plusieurs avortements sur elle-même, dont un a failli lui coûter la vie à la suite d'une septicémie durant l'enfance de Dorothy.
À ses six ans, Dorothy et sa famille déménagent pour Los Angeles, où plus tard elle se fera connaître sous le nom de « Reine rouge de Los Angeles. ». Une fois dans l'Ouest, son père décide plusieurs fois de déménager, entraînant tout le famille dans le mouvement. Dorothy Healey fréquente 19 écoles différentes avant d'abandonner le secondaire. À 14 ans, elle rejoint la section jeunesse du Parti (communiste) ouvrier, puis la Ligue des jeunes travailleurs (Young Workers League, YWL) et enfin, à 18 ans, le Parti communiste américain en 1932. À la demande du parti, elle accepte un emploi dans une usine de transformation de pêches, gagnant 12 cents de l'heure et se cachant lorsque les inspecteurs du travail du gouvernement venaient chercher des travailleurs mineurs. C'est là qu'elle acquiert sa première expérience en tant qu'organisatrice.

## Chef du Parti
Ses convictions sur la justice sociale et les questions de statut racial, de classe sociale, de syndicats et de travail alimentent son action militante. Dès l’instant où elle rejoint le PC, elle était une vraie croyante. « Nous savions avec une conviction absolue que nous faisions partie d'une avant-garde destinée à conduire la classe ouvrière américaine vers une révolution socialiste », déclare-t-elle. Dorothy Healey devient une syndicaliste à succès et prend la tête du secrétariat du PC en Californie du Sud. Finalement, elle rejoint la direction nationale du Parti. Elle encadre de nombreux jeunes communistes et militants syndicaux. Dans les années 1950, elle et quatorze autres Californiens sont reconnus coupables en vertu du loi Smith contre la conspiration à visée de renversement forcé du gouvernement. Elle risque cinq ans de prison et une amende de 10 000 $ avant que la Cour suprême n'annule sa condamnation.
Dans les années 1960, elle est de nouveau  condamnée à une peine d'incarcération et à une lourde amende en vertu d'une loi  de l'ère McCarthy connue sous le nom de la  loi McCarran, lorsqu'elle et d'autres refusent de s'enregistrer en tant qu'agents d'un gouvernement étranger. En 1965, la Cour suprême réexamine une décision antérieure et estime que la disposition relative à l'enregistrement viole la garantie du Cinquième Amendement contre l'auto-incrimination.

## Rupture d'avec le Parti
Un moment critique pour elle survient en 1956, après la lecture du discours de Nikita Khrouchtchev, « Sur le culte de la personnalité et ses conséquences », qui révélait les crimes commis par Joseph Staline sous le système de parti unique de l'URSS. « Le discours a duré quatre heures et j'étais réduite en larmes au bout d'environ trente minutes », déclare-t-elle. « Faits après faits, des choses monstrueuses s'étaient produites. C'était un récit implacable. Mais je le croyais. Il n'y avait aucun doute sur son authenticité. ». À partir de ce moment, elle insiste clairement pour que le Parti communiste américain soutienne la démocratie et réduise ses liens avec les Soviétiques.
Contrairement à beaucoup d'autres, comme le romancier Howard Fast, ayant quitté le parti communiste dès les révélations des crimes staliniens, Dorothy Healey tente de le réformer de l'intérieur. Son histoire est racontée dans un livre qu'elle écrit avec l'historien Maurice Isserman, Dorothy Healey Remembers: A Life in the American Communist Party (1990), dans lequel elle révèle « les aspirations, l'engagement, les illusions – et, finalement, la désillusion – de une génération de jeunes communistes » qui ont rejoint le mouvement avant et pendant la Grande Dépression.
Elle démissionne de son poste de secrétaire du parti local en 1968, après que le chef du parti soviétique, Léonid Brejnev, ordonne aux troupes soviétiques et du Pacte de Varsovie d'écraser le mouvement en Tchécoslovaquie. Elle reste dans le parti jusqu'en 1973, date à laquelle elle démissionne à la suite d'un différend avec le secrétaire général du parti communiste américain, Gus Hall, sur des questions d'orthodoxie, auxquelles elle ne souhaite plus se conformer. La fin est arrivée lorsque, ne piuvant plus tenir sa langue, elle se met à critiquer publiquement le Parti.

## La vie après le PC
En 1974, Dorothy Healey rejoint le New American Movement (NAM) et en 1975, elle en devient membre du comité national intérimaire. Plus tard, elle soutient la fusion du NAM avec le Comité d'organisation des socialistes démocrates (Democratic Socialist Organizing Committee) en 1982, pour former les Socialistes démocrates d'Amérique (Democratic Socialists of America). Par son engagement au sein du NAM et des Socialistes Démocrates, elle assure un lien important entre les militants des années 1930 et la jeune génération inspirée par le mouvement populaire contre la guerre du Viêt Nam. Dorohy Healey devient vice-présidente national des DSA et déclare en 1984 : « De sorte que potentiellement, ce que représente les DSA, s'il se concrétise, peut être extrêmement passionnant et important dans le pays. ».
Healey part s'installer à Washington, DC, en 1983 pour vivre avec son fils, Richard Healey, et l'aider à élever ses petits-enfants. Elle diffuse sur Pacifica Radio à Los Angeles depuis 1959, et à Washington, elle et Richard co-animent « Dialogue », une émission d'affaires publiques d'une heure sur la station de radio WPFW chaque mercredi matin.
Dorothy Ray Healey s'est mariée, selon ses propres mots, à « trois bons hommes » : Lon Sherman, Don Healey et Phillip Connelly. Les trois mariages ont terminés par un divorce.
Elle écrit : « Ma haine du capitalisme, qui dégrade et avilit les humains, est aussi intense aujourd'hui qu'elle l'était lorsque j'ai rejoint la Ligue des jeunesses communistes en 1928. Je reste communiste, comme je l'ai été toute ma vie, bien que sans parti. ».

## Décès et transmission
Le 6 août 2006, Dorothy Ray Healey décède d'une insuffisance respiratoire doublée d'une pneumonie à 91 ans à la Pension hébraïque du Grand Washington à Rockville (Maryland).
La vaste collection d'articles et d'autres documents de Healey sur le parti communiste américain est archivée à la bibliothèque de l'Université d'État de Californie à Long Beach. Dorothy Healey est présentée dans deux documentaires, Seeing Red (1983), et Dorothy Healey: An American Red (1984).